# Claude Imbert
Claude Imbert (* 16. Oktober 1933) ist eine französische Philosophin und Logikerin.
Imbert studierte Philosophie an der École normale supérieure de jeunes filles in Sèvres und erreichte 1958 die Agrégation. Sie lehrte an der École normale supérieure in der rue d’Ulm, Paris, an der sie lange Zeit das Département de philosophie leitete, und ist dort emeritiert. Sie hatte Gastprofessuren an der Johns Hopkins University, der University of California, Davis und der Fudan-Universität in Shanghai, Volksrepublik China. Seit 2012 ist sie Officier des Ordre national du Mérite.
Imbert hat zur antiken Logik, besonders derjenigen der Stoa, und in vielfältiger Weise zur modernen Logik und Philosophie gearbeitet. Dabei berücksichtigte sie Autoren wie Ludwig Wittgenstein, Stanley Cavell, Michel Foucault, Maurice Merleau-Ponty und Claude Lévi-Strauss. Bekannt geworden ist sie im französischen Sprachraum vor allem durch ihre Arbeiten zu Gottlob Frege und als dessen Übersetzerin ins Französische und durch ihre Monographie zur Geschichte der Logik. Mit dem Philosophiehistoriker Jacques Brunschwig hat sie auch postum eine Arbeit des Philosophen Victor Goldschmidt und eine Schrift zu dessen Gedenken herausgegeben.

## Schriften (Auswahl)
- (Übers.): Frege, Les Fondements de l’arithmétique (coll. L’ordre philosophique). Paris, Seuil 1970.
- (Übers.): Frege, Écrits logiques et philosophiques (coll. L’ordre philosophique). Paris, Seuil 1971.
- Logique et langage dans l’ancien stoïcisme : essai sur le développement de la logique grecque. 1975.
- Théorie de la représentation et doctrine logique dans le stoïcisme ancien. In: Jacques Brunschwig (Hrsg.), Les Stoïciens et leur logique. Vrin, Paris 1978.
- mit E. D. Klemke et F. Jacques: Frege (1879–1979) : extraits. Revue Internationale de Philosophie, Brüssel 1979.
- (Hrsg. mit Jacques Brunschwig): Victor Goldschmidt, Temps physique et temps tragique chez Aristote. Vrin, Paris 1982.
- Histoire et structure. À la mémoire de Victor Goldschmidt. Études réunies par Jacques Brunschwig, Claude Imbert et Alain Roger. Vrin, Paris 1985.
- Centenaire de Ludwig Wittgenstein (1889–1951). Faculté de sciences humaines et sociales, Université de Tunis I, Tunis 1991.
- Phénoménologies et langues formulaires (coll. Épiméthée). PUF, Paris 1992.
- Stanley Cavell, Heidegger, Kant. Avec Stanley Cavell, Sandra Laugier et Jean-Luc Nancy, sous la direction de Francis Fischer et François Makowski. Université des sciences humaines, Strasbourg 1997.
- Pour une histoire de la logique : un héritage platonicien. PUF, Paris 1999.
- La peinture de Manet. Par Michel Foucault, avec Dominique Chateau, Thierry de Duve et Maryvonne Saison. Éditions du Seuil, Paris 2004.
- Maurice Merleau-Ponty. Ministère des affaires étrangères, ADPF, Paris 2005.
- Penser par cas. Sous la direction de Jean-Claude Passeron et Jacques Revel. Éditions de l’École des hautes études en sciences sociales, Paris 2005.
- Lévi-Strauss, le passage du nord-ouest. L’Herne, Paris 2008.
- Retour sur le galiléisme philosophique et son héritage : questions pour aujourd’hui. Avec Jocelyn Benoist, Ali Benmakhlouf, Philippe Casadebaig et Patrice Henriot. Vrin, Paris 2023.